# Skopas II. von Krannon
Skopas II. (altgriechisch Σκόπας Skópas; † zwischen 520 und 515 v. Chr.), Sohn des Kreon und der Echekratia, war ein Fürst von Krannon in Thessalien. Er lebte im späten 6. vorchristlichen Jahrhundert.
Skopas gehörte der thessalischen Dynastie der Skopaden an, die von seinem Großvater Skopas I. von Krannon begründet wurde. Seine Mutter war wohl eine Tochter des Dynasten Echekratides I., der wahrscheinlich in Larisa herrschte. Der römische Dichter Ovid bezeichnete Skopas II. als sanguis Aleuae („vom Blut des Aleuas“), was wahrscheinlich auf seine Herkunft mütterlicherseits verweist.
Für seine Trunksucht berüchtigt, ließ sich Skopas II. angeblich stets auf einem Thron sitzend von vier Trägern zu seinen Festivitäten hin und nach deren Ende wieder weg transportieren. Vor allem aber ist er durch seinen spektakulären Tod bekannt geworden, als während eines seiner Gelage, bei dem der berühmte Dichter Simonides von Keos auftrat, das Dach seiner Festhalle in Krannon einstürzte und ihn mitsamt seinem Anhang erschlug. Simonides selbst sei dieser Katastrophe durch das Einwirken der Dioskuren entgangen. Quintilian hielt diese Geschichte für erfunden, zumal ihm von dem vermeintlich anwesenden Simonides kein Klagelied über die Opfer bekannt war. Allerdings hatte Simonides tatsächlich ein solches geschrieben, für Antiochos, welcher der von Quintilian genannte Schwestersohn des Skopas gewesen sein dürfte, der ebenfalls bei dem Einsturz ums Leben gekommen war.
Für Skopas II. selbst hatte Simonides einen Preisgesang (epinikion) geschrieben.